# Strzelectwo na Olimpiadzie Letniej 1906 – trap, runda podwójna, 14 m
Trap, runda podwójna, 14 m był jedną z konkurencji strzeleckich rozgrywanych podczas Olimpiady Letniej 1906 w Atenach. Zawody odbyły się 26 kwietnia na strzelnicy w Kallithei, miejscowości położonej niedaleko Aten.
Startowało tylko 10 strzelców z czterech krajów. Zawodnicy mieli do zestrzelenia 20 rzutek wypuszczanych z 16 metrów przez cztery maszyny. Wszystkie rzutki wyrzucano na większą wysokość (w trapie pojedynczym wyrzucano na mniejszą i większą). Rzutki leciały parami. Maksymalna liczba punktów do zdobycia – 20.

## Wyniki
| Miejsce      | Zawodnik                | Wynik |
| ------------ | ----------------------- | ----- |
| 1            | Sidney Merlin           | 15    |
| 2            | Anastasios Metaksas     | 13    |
| 3            | Gerald Merlin           | 12    |
| 4            | Joanis Peridis          | 11    |
| 5            | Maurice Faure           | 9     |
| 6T           | Wasilios Stais          | 8     |
| 6T           | Jean Fouconnier         | 8     |
| 6T           | Konstandinos Tanopulos  | 8     |
| 9            | Sándor Török de Szendrő | 4     |
| Nie ukończył | Raoul de Boigne         |       |